# Borzicactus pachycladus
Borzicactus pachycladus ist eine Pflanzenart in der Gattung Borzicactus aus der Familie der Kakteengewächse (Cactaceae). Das Artepitheton pachycladus leitet sich von den griechischen Worten pachys für ‚dick‘ sowie klados für ‚Zweig‘ ab.

## Beschreibung
Borzicactus pachycladus wächst strauchig und ist oft halb niederliegend mit aufwärts gerichteten Triebspitze. Die grasgrünen bis graugrünen Triebe erreicht bei Durchmessern von 3 bis 10 Zentimetern Längen von 1 bis 3 Metern. Es sind sieben bis zwölf gekerbte Rippen vorhanden. Die darauf befindlichen Areolen stehen nicht eng beieinander. Der kräftige, graue, gerippte Mitteldornen ist bis 7 Zentimeter lang. Die nadeligen, kräftigen sechs bis zwölf Randdornen sind anfangs gelblich braun und vergrauen später. Sie sind bis 1,5 Zentimeter lang.
Die geraden Blüten sind zinnoberrot und bis 9 Zentimeter lang. Die Früchte sind grün.

## Verbreitung, Systematik und Gefährdung
Borzicactus pachycladus ist in den peruanischen Regionen Lima und Ica in Höhenlagen von 1800 bis 3000 Metern verbreitet.
Die Erstbeschreibung als Loxanthocereus pachycladus erfolgte 1957 durch Werner Rauh und Curt Backeberg. Graham J. Charles stellte die Art 2012 in die Gattung Borzicactus. Weitere nomenklatorische Synonyme sind Cleistocactus pachycladus (Rauh & Backeb.) Ostolaza (1998) und Echinopsis pachyclada (Rauh & Backeb.) Molinari (2015).
In der Roten Liste gefährdeter Arten der IUCN wird die Art als „Least Concern (LC)“, d. h. als nicht gefährdet geführt.

## Nachweise